# Adrian Hardy Haworth
Adrian Hardy Haworth (Kingston upon Hull, Inglaterra, 19 de abril de 1767 - Chelsea, íbid. 24 de agosto de 1833 ) fue un botánico, carcinólogo y entomólogo inglés.

## Biografía
Era uno de los hijos del chamberlan, Benjamin Haworth de Haworth Hall. Se orienta su formación por sus preceptores hacia la carrera de abogado de bufete. Pero tiene poco interés por el derecho y hacia los 21 años, después de haber heredado de sus padres, puede consagrarse a su verdadero amor, la historia natural
En 1792, se establece en Chelsea donde se encuentra con William Jones (1750-1818) quién tendrá una gran influencia sobre él. Participa en la actividad de Sociedad linneana de Londres, Haworth se convierte en miembro en 1798. Utiliza la biblioteca y el herbario de su amigo Sir Joseph Banks (1743-1820) y frecuenta regularmente el Real Jardín Botánico de Kew.
En botánica, se especializa sobre las plantas de bulbos y el género Mesembryanthemum. Fue un gran coleccionista de plantas suculentas
Funda una efímera sociedad entomológica, la Aurelian Society (tercera sociedad científica de este nombre), en 1812.
Publicó numerosas obras sobre la sistemática de las mariposas británicas. En 1802, Prodromus Lepidopterorum Britannicorum.
En 1803, comenzó a publicar Lepidoptera Britannica. Siguió la sistemática de clasificación que había puesto en vigor Carlos Linneo (1707-1778) y por Johan Christian Fabricius (1745-1808). Su trabajo no sería sobrepasado hasta 1857 por el Manual of British Butterflies and Moths de Henry Tibbats Stainton (1822-1892).
También se especializó en los camarones y es el autor de numerosos taxones, entre ellos:
- Orden Mysida Haw. 1825
- Familia Mysidae Haw. 1825
- Superfamilia Pandaloidea Haw. 1825
- Familia Pandalidae Haw. 1825
- Superfamilia Crangonoidea Haw. 1825
- Familia Crangonidae Haw. 1825
- Familia Porcellanidae Haw. 1825

Murió durante una epidemia de cólera. Su colección entomológica, conteniendo unos 40.000 especímenes, se vendió en subastas. La venta dura siete días pero solo alcanzan a la suma de 552 libras.
Sus especies tipo se conservan actualmente en la colección Hope de Oxford. Su herbario, conteniendo 20.000 especímenes está también actualmente en Oxford. Su rica biblioteca se vendió también en subastas y se dispersó.

## Algunas publicaciones
- A new Arrangement of the Genus Aloe, with a chronological Sketch of the progressive Knowledge of that Genus, and of other succulent Genera. En: Transactions of the Linnean Society of London. Vol. 7, N.º 1, Londres 1804, 28 pp. doi 10.1111/j.1096–3642.1804.tb00276.x
- Plantae rarae Succulentae; a Description of some rare Succulent Plants. En: Philosophical Magazine. Vol. 62, 1823, pp. 380–382, (online)
- An Account of a new Genus of Narcisseae, allied to the Genus Ajax of Salisburg. En: Philosophical Magazine. Vol. 62, 1823, pp. 440–441, (online)
- Descriptions of some new Cacti and Mammillariae, recently brought from Mexico by Mr. Bullock of the Egyptian Hall, Piccadilly; and now preserved, with many other very rare Plants in the Nursery of Mr. Tate, in Sloanestreet. En: Philosophical Magazine. Vol. 63, 1824, pp. 40–46 (online)
- Observations on the Mesembryanthema barbata. En: Philosophical Magazine. Vol. 64, 1824, pp. 61–62, (online)
- An Account of the Mesembryanthema ringentia. En: Philosophical Magazine. Vol. 64, 1824, pp. 109–111, (online)
- Decas novarum Plantarum Succulentarum. En: Philosophical Magazine. Vol. 64, 1824, pp. 184–191, (online)
- Decas secunda novarum Plantarum Succulentarum. En: Philosophical Magazine. Vol. 64, 1824, pp. 298–302, (online)
- Decas tertia novarum Plantarum Succulentarum. En: Philosophical Magazine. Vol. 64, 1824, pp. 423–428, (online)
- A new Binary Arrangement of the Brachyurous Crustacea. En: Philosophical Magazine. Vol. 65, 1825, pp. 105–106, S. 183–184, (online)
- A new Binary Arrangement of the Class Amphibia. In: Philosophical Magazine. Vol. 65, 1825, pp. 372–373, (online)
- Observations on the dichotomous Distribution of Animals: together with a Binary Arrangement of the Natural Order Saxifrageae. En: Philosophical Magazine. Vol. 65, 1825, pp. 428–430, (online)
- Decas quarta novarum Plantarum Succulentarum. En: Philosophical Magazine. Vol. 66, 1825, pp. 27–33, (online)
- Further Remarks on the Dichotomous Distribution of nature: together with a Binary Arrangement and Description of the Genus Sedum. En: Philosophical Magazine. Vol. 66, 1825, pp. 172–178, (online)
- Decas quinta novarum Plantarum Succulentarum. En: Philosophical Magazine. Vol. 66, 1825, pp. 279–283, (online)
- Decas sexta novarum Plantarum Succulentarum In: Philosophical Magazine. Vol. 68, 1826, pp. 125–132
- Decas séptima novarum Plantarum Succulentarum In: Philosophical Magazine. Vol. 68, 1826, pp. 328–331
- Description of New Succulent Plants. (Decas octava novarum Plantarum Succulentarum). En: Philosophical Magazine. Vol. 1, 1827, pp. 120–126, (online)
- Description of New Succulent Plants. (Decas nona novarum Plantarum Succulentarum). En: Philosophical Magazine. Vol. 1, 1827, pp. 271–276, (online)
- Description of New Succulent Plants. (Decas decima novarum Plantarum Succulentarum). En: Philosophical Magazine. Vol. 2, 1827, pp. 344–361, (online)
- Description of New Succulent Plants. (Decas undecima novarum Plantarum Succulentarum). En: Philosophical Magazine. Vol. 3, 1828, pp. 183–188, (online)
- New Account of the Genus Echeveria. En: Philosophical Magazine. Vol. 4, 1828, pp. 261–264, (online)
- Description of the Subgenus Epiphyllum. En: Philosophical Magazine. Vol. 6, 1829, pp. 107–110, (online)
- New Account of the genus Kalanchoe. En: Philosophical Magazine. Vol. 6, 1829, pp. 301–305, (online)
- Description of New Succulent Plants of the Natural Order of Cacteae. (Decas duodecima novarum Plantarum Succulentarum). En: Philosophical Magazine. Vol. 7, 1830, pp. 106–118, (online)

- A Botanical Description of Hermione Cypri. En: Philosophical Magazine. Vol. 9, 1831, pp. 183–185, (online)
- Decas tridecima Novarum Plantarum Succulentarum. En: Philosophical Magazine. Vol. 10, 1831, pp. 414–424, (online)

### Libros
- Observations on the genus Mesembryanthemum. Londres 1794–1795, (online)
- Miscellanea naturalia, sive dissertationes variæ ad historiam naturalem spectantes. J. Taylor, Londres 1803, (online)
- Lepidoptera Britannica; sistens digestionem novam insectorum Lepidopterorum quæ in Magna Britannia reperiuntur, … J. Murray, Londres 1803–1828, (online)
- Synopsis plantarum succulentarum cum descriptionibus synonymis locis, observationibus anglicanis culturaque. R. Taylor, Londres 1812, (online)
- Supplementum Plantarum Succulentarum: Sistens Plantas Novas Vel Nuper Introductas Sive Omissas. En: Synopsis Plantarum Succulentarum Cum Observationibus Variis Anglicanis. J. Harding, Londres 1819, (online)
- Saxifragëarum enumeratio. Accedunt revisiones plantarum succulentarum. Wood, Londres 1821, (online)

## Honores

### Epónimos
Género
- (Asphodelaceae) Haworthia Duval[1] en homenaje a sus trabajos

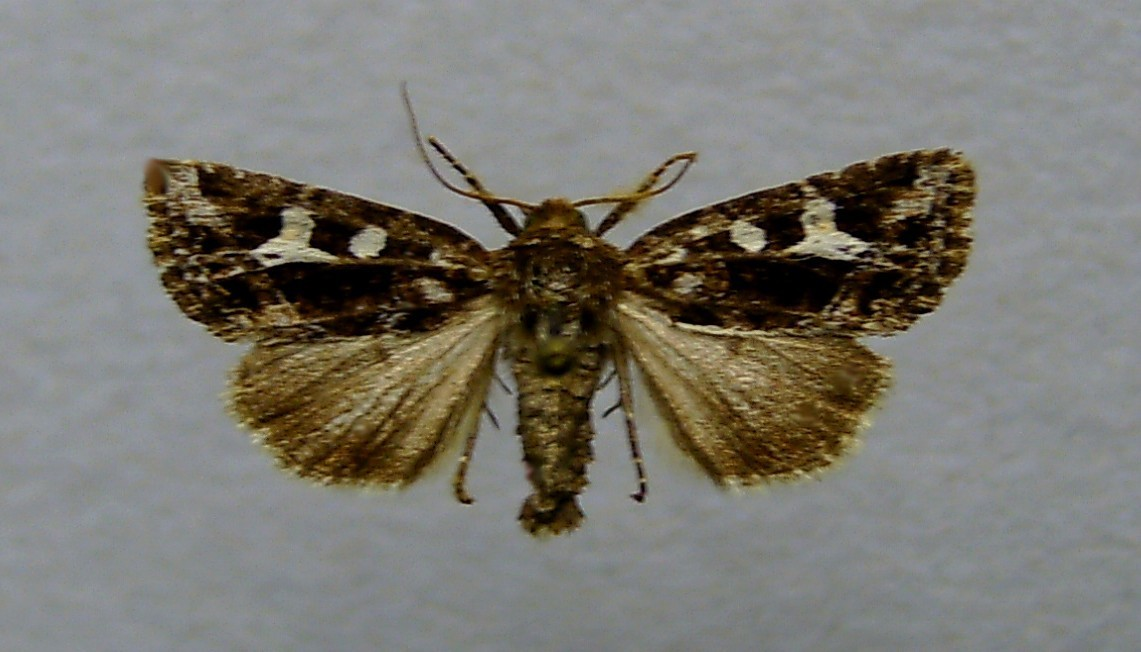
Celaena haworthii

El entomólogo británico John Curtis llamó a una Heterocera de la familia de Noctuidae, en 1829 : Celaena haworthii
- La abreviatura «Haw.» se emplea para indicar a Adrian Hardy Haworth como autoridad en la descripción y clasificación científica de los vegetales.[2]

## Abreviatura (zoología)
La abreviatura Haworth  se emplea para indicar a Adrian Hardy Haworth como autoridad en la descripción y taxonomía en zoología.

## Fuente
- M.A. Salmon (2000), The Aurelian Legacy. British Butterflies and their Collectors. Harley Books (Colchester).